# Z Indi
Z Indi är en eruptiv variabel av RS Canum Venaticorum-typ i stjärnbilden Indianen. 
Stjärnan har en visuell magnitud som varierar mellan +10,43 och 11,0 med en period av 2,456800 dygn.